# Жустокор

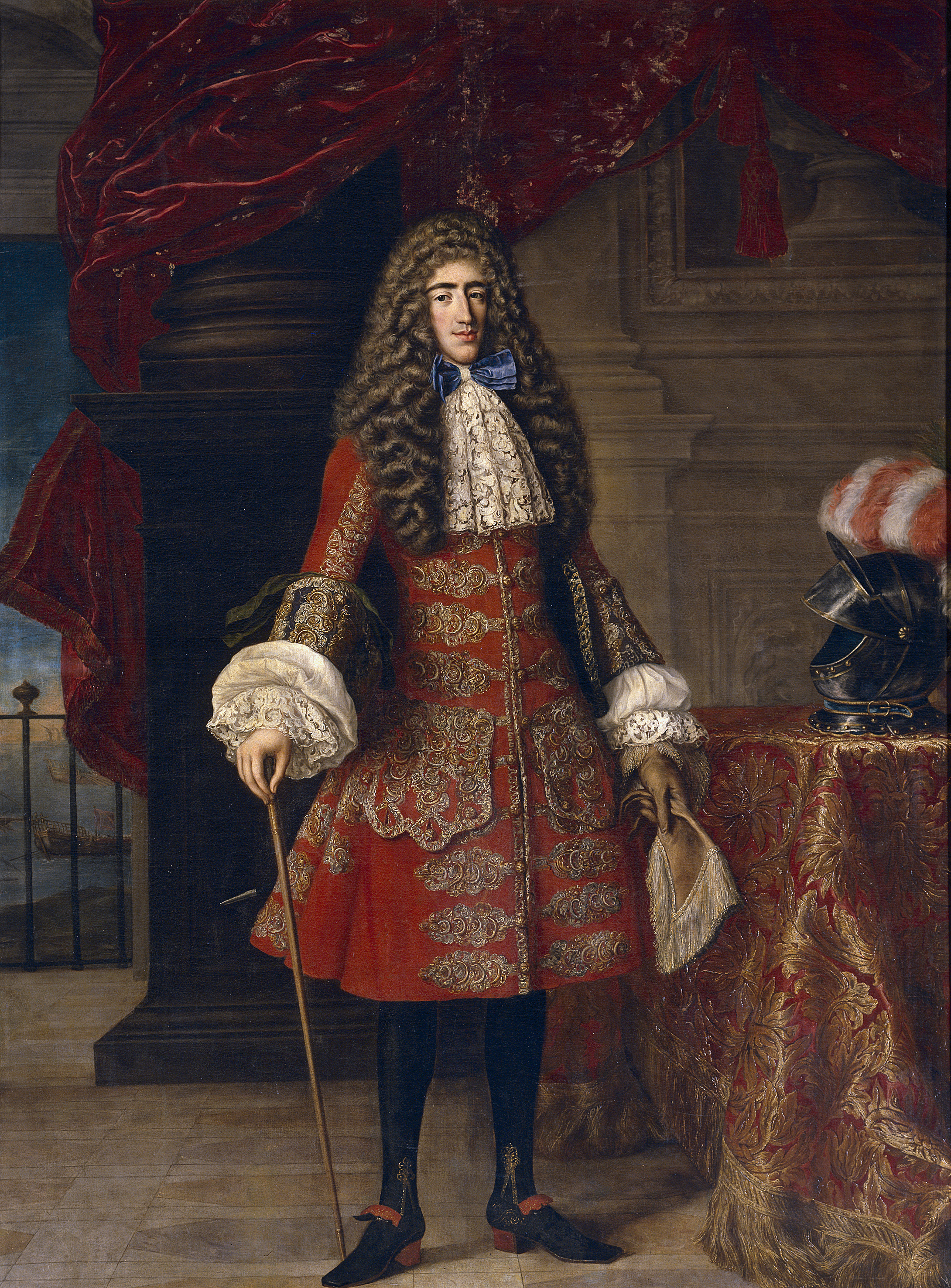
Луїс Франсіско де ла Серда, герцог Медінаселлі в жустокорі. Близько 1684

Жустоко́р, жустако́р (фр. justaucorps, justacorps, від just à corps — «точно до тіла») — тип чоловічого одягу, що існував у другій половині XVII—XVIII столітті. Він має французьке походження, згодом поширився по всій Європі. Послугував прототипом фрака, який надалі розвинувся в сучасний костюм-трійку. Вибір тканин і крій жустакора варіювалися з часом.
Носили жустакор з кюлотами й камзолом (чи жилетом). Бувши одягом знаті, він шився з дорогих тканин — атласу, шовку, оксамиту, й рясно прикрашався вишивкою, канителлю, фестонами; застібки і ґудзики нерідко виконувалися з дорогоцінних металів, петлиці — із золотого і срібного шнура.

## Галерея

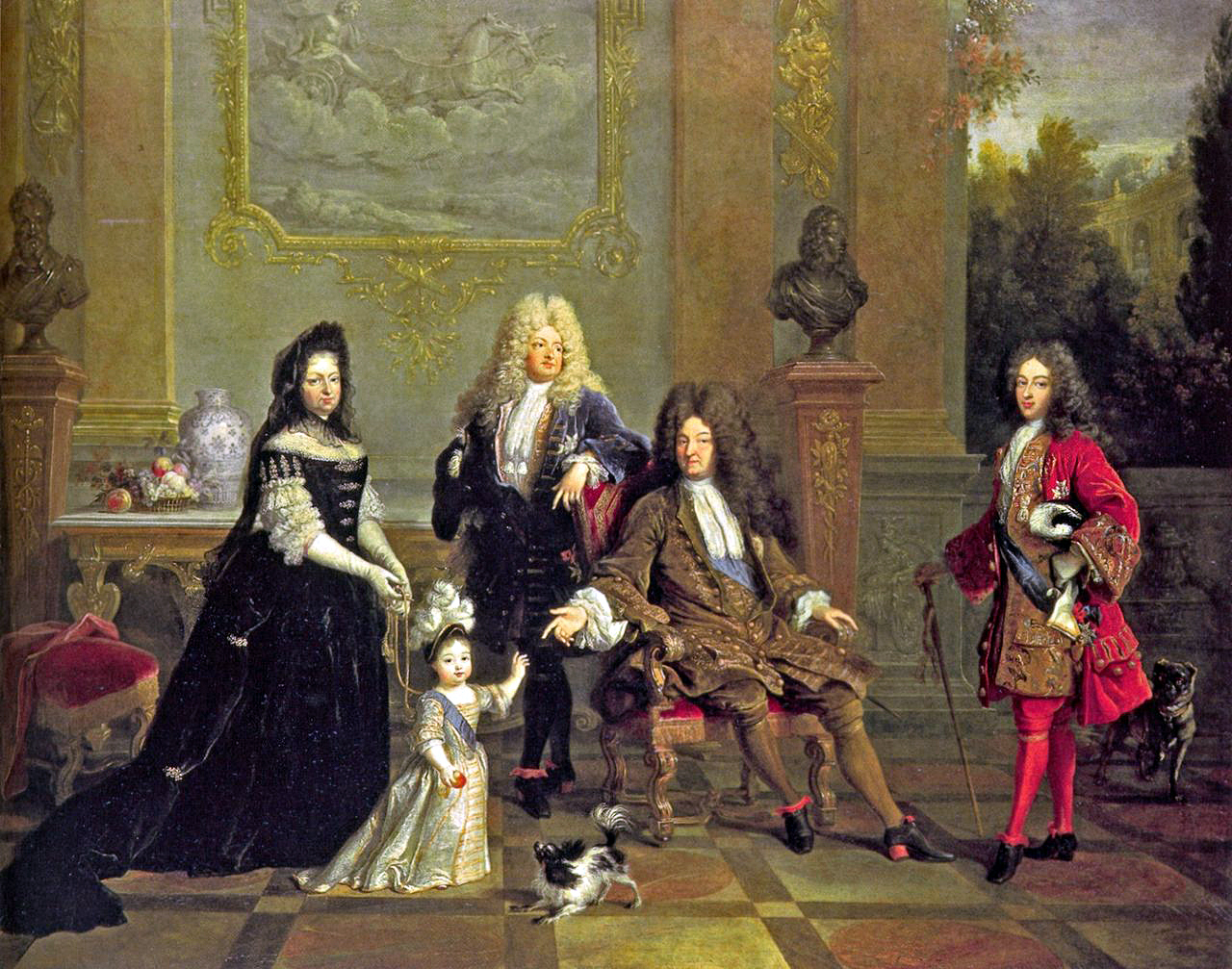
Людовик XIV з родиною (жустакор у 1710)
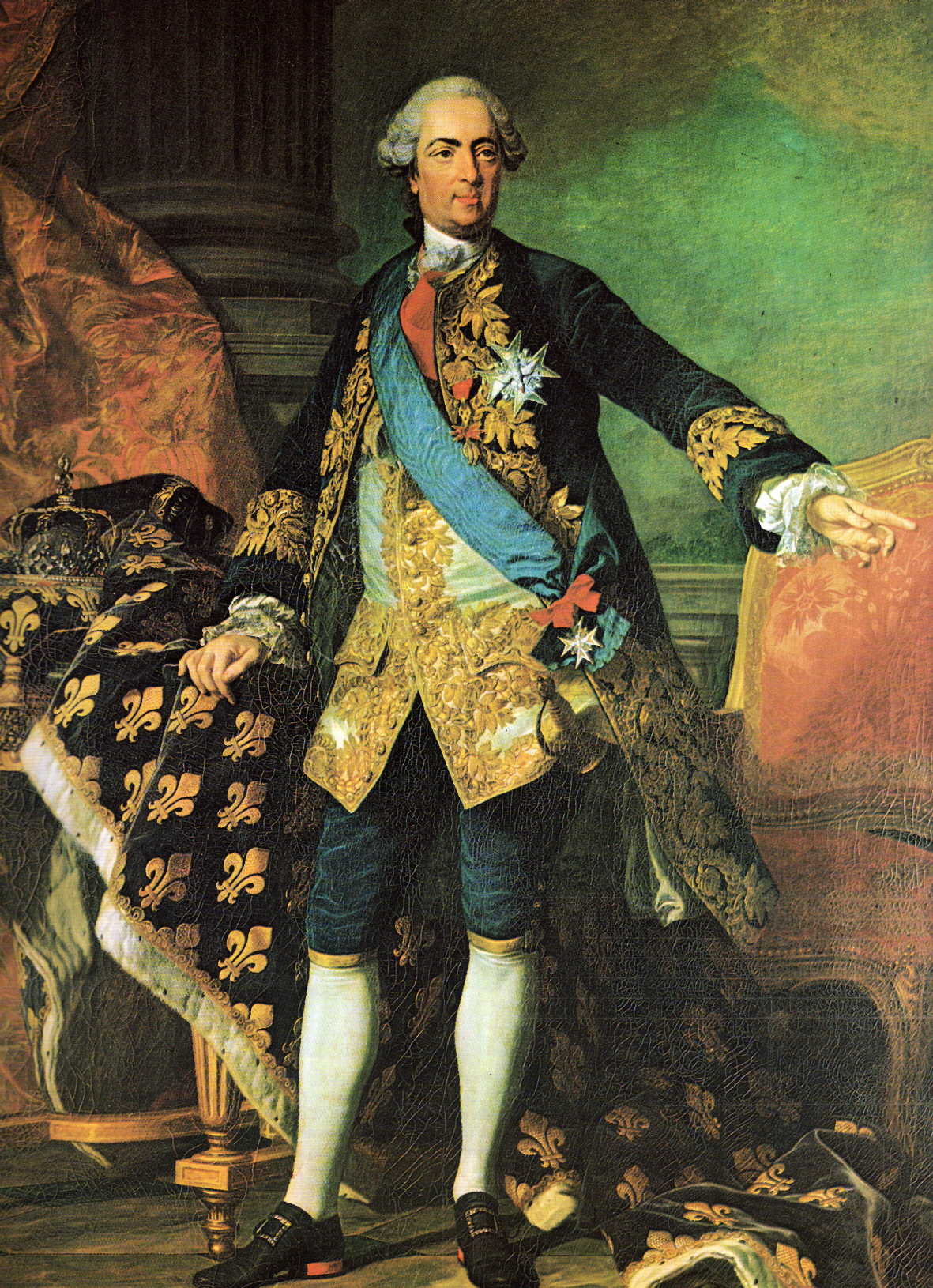
Людовик XV (жустакор у 1750)
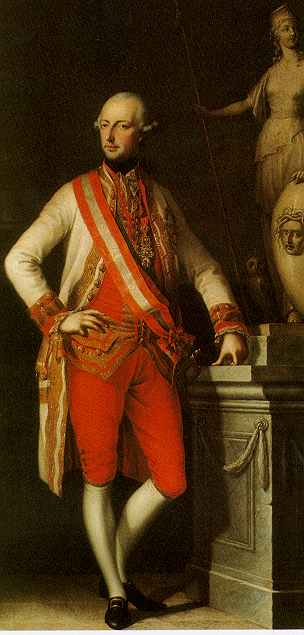
Йосиф II (жустакор у 1780)